# Tholozodium ocellatum
Tholozodium ocellatum (лат.) — вид равноногих ракообразных из семейства Sphaeromatidae. Вид обитает на западном побережье Индии — он известен с пляжей Колва, Мирамар и Арамболь, где встречается преимущественно в их верховьях. На основе анализа содержимого желудка, было выяснено, что T. ocellatum растительнояден или, возможно, всеяден. Тем не менее, положение T. ocellatum в пищевой цепи индийских пляжей остаётся неясным, поскольку он не найден в желудках различных беспозвоночных и рыб. В качестве объяснения этому было предположено, что это членистоногое может вести преимущественно роющий образ жизни и не способно к свободному плаванию.